# Farranula longicaudis
Farranula longicaudis – gatunek widłonoga z rodziny Corycaeidae. Nazwa naukowa tego gatunku skorupiaków została opublikowana w 1849 roku przez amerykańskiego zoologa Jamesa Dwighta Dana.